# 半布里戸籍
半布里戸籍（はにゅうりこせき）・大宝二年御野国加毛郡半布里戸籍（たいほうにねんみのこくかもぐんはにゅうりこせき）とは、奈良時代の702年（大宝2年）に作成された、現存品では日本最古とされる戸籍である。国の重要文化財（御野国加毛郡半布里大宝二年戸籍断簡）。御野国（美濃国）加毛郡（加茂郡）半布里は現在の岐阜県加茂郡富加町羽生にあたると考えられている。

## 概要
28.8センチメートル×横21.3センチメートル、2紙からなる戸籍簿の断簡で、律令の規定に従い美濃国内で3部作成され、奈良の都に送られた2部のうちの1つと見られるが、保存期間（30年）を過ぎてから裏面が748年（天平20年）に「千部法華経料紙充帳」という写経関係書類に転用されたため、破棄されずに伝存したとされる。
正倉院に保管されていたが、明治時代に外部に流出した。原本は三重県内の個人所有とされており、1978年（昭和53年）6月15日付で重要文化財に指定されている。千葉県佐倉市国立歴史民俗博物館が写真複製品を所蔵。また富加町の富加町郷土資料館にも複製品が展示されている。

## 半布里遺跡
1977年（昭和52年）、富加町役場建設に伴い発掘調査が行われ、6世紀後半から8世紀にかけての竪穴建物などが密集する半布里遺跡（東山浦遺跡・羽生遺跡）が発見された。この集落遺跡は8世紀の建物数が最も多く、半布里戸籍の作成年代（702年）に近いため、戸籍に記載された「半布里」ではないかと注目された。